# 潘內托內

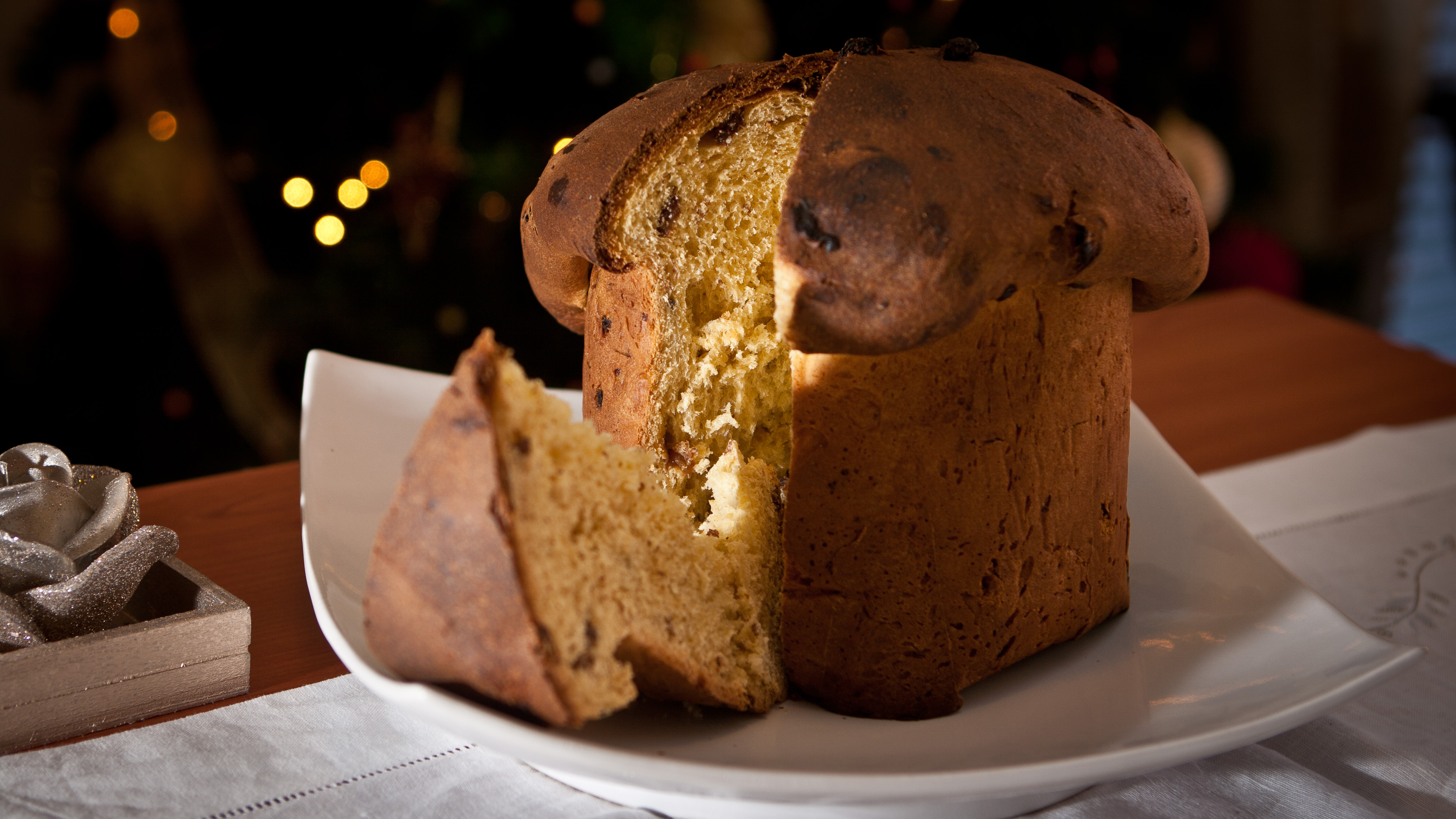
意大利圣诞节甜麵包

潘內托內（發音為/ˌpænɪˈtoʊni/），又名為聖誕節大麵包、潘妮托妮、托尼甜麵包、義大利水果麵包，是一種來自於米蘭（當地米兰方言裡稱為）的甜麵包，通常在西，南和東南歐以及阿根廷、巴西、巴拉圭、秘魯、烏拉圭、非洲之角、澳大利亞、而多多少少在殖民時代的法國，西班牙和葡萄牙，會為聖誕節和新年這幾個節慶時準備此甜點來慶與享用。此麵包也是米蘭城市的一個標誌。
它具有一個從圓柱狀底部延伸成圓頂的形狀，並且對於重達1公斤的意大利麵包通常高度約12-15公分。也可以使用其它基底形狀的款式，例如八角形，或在潘多酪麵包（Pandoro）更常見的錐台形與中間有個星形截面形狀。此麵包需要漫長的製作過程，該過程涉及固化並讓麵糰變成酸性，類似於酸麵團。发酵发酵過程需要幾天的時間，這會使麵包產生獨有的蓬鬆特性。麵包裡包含多類的蜜餞，像是橘子乾，枸櫞和檸檬皮，以及葡萄乾，將其蜜餞在乾燥的狀態下直接使用，而不泡浸。食用麵包時通常會垂直切開成楔形，並且可伴隨甜熱飲或甜葡萄酒，如氣泡酒（spumante）阿斯提或阿斯蒂莫斯卡托。在一些意大利地區，吃這麵包時會搭配馬斯卡彭鮮奶油（crema di mascarpone），一種由马斯卡邦尼奶酪，雞蛋，有時是水果乾或濕蜜餞，所製成的鮮奶油，並通常會跟像阿瑪雷托這類的甜利口酒一起食用。如果沒有馬斯卡彭起司的話，沙巴翁焗水果有時會被用作替代品。
最著名意大利麵包生產商是、和。在20世紀初期，是意大利麵包同義字。
現在有些人士正在努力為意大利麵包獲取地理標示和傳統特產標示和義大利擔保法定產區級的資格及地位，但到現在沒成功。受南美洲越來越激烈的競爭，前意大利農業部長保羅·德卡斯特羅被稱為是曾在尋找方法來保護正統意大利蛋糕，並探討是否可在世界貿易組織採取行動。

## 歷史

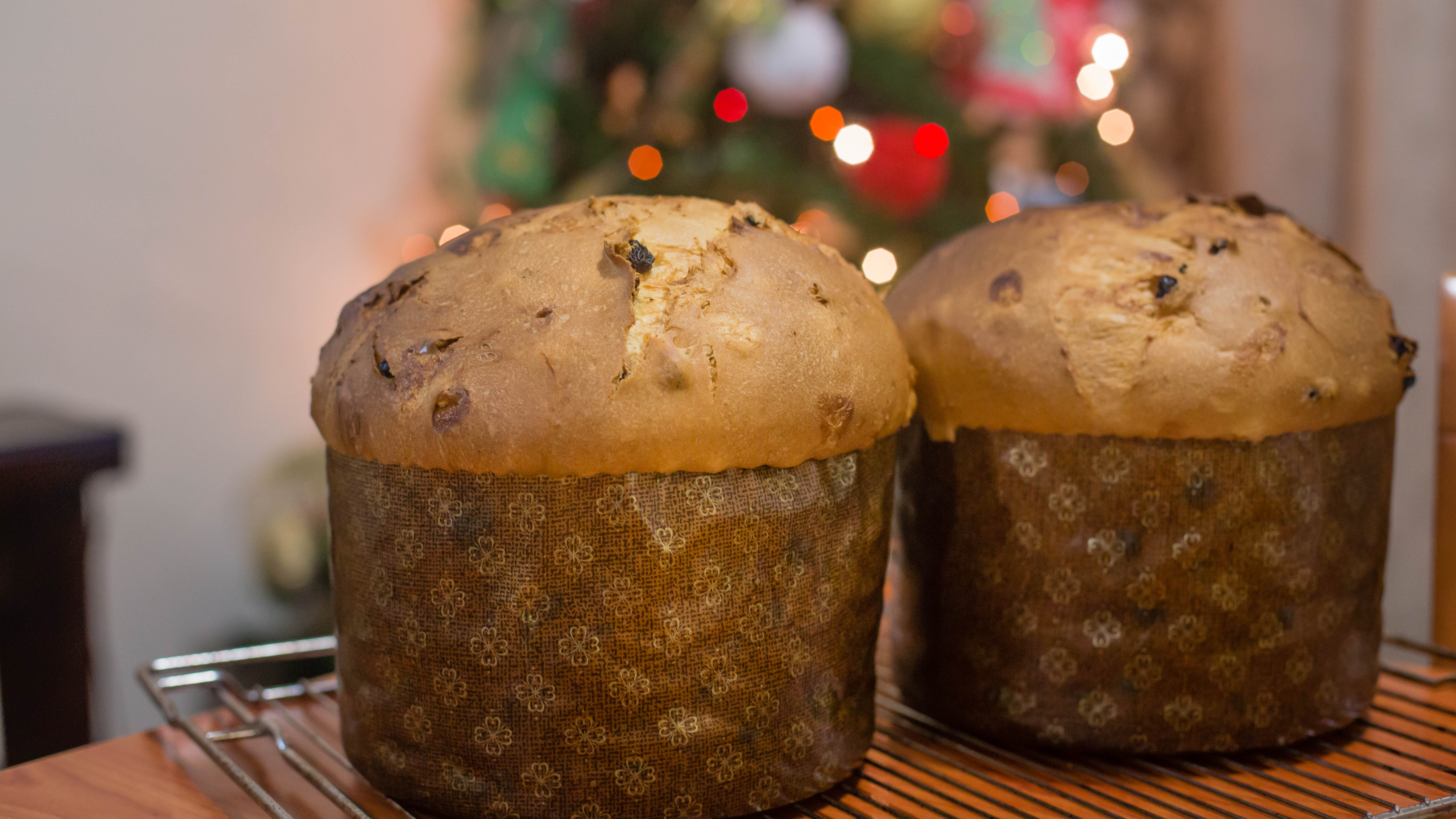
自製義大利麵包

20世紀初期，有兩名富有創業精神的米蘭麵包師開始在意大利其他地區大量生產義大利大麵包。1919年，企業家間烘焙師安傑洛·莫塔（Angelo Motta）開始生產以他為名的蛋糕品牌。Motta還改革了傳統的義大利麵包配方，給麵團長達近20小時發酵，讓麵糰膨脹三次才開始烘焙，並讓此麵團擁有使其高圓頂狀的外貌和現在眾人熟悉的輕質感。此食譜不久後由另一位麵包師Gioacchino Alemagna獲得；大約在1925年，他也將自己的名字幫他熱門的麵包命名並直到今天此品牌仍然存在這時代。隨後，兩者之間的激烈競爭導致了大麵包的工業化生產。
二戰結束時，義大利大麵包的價格已經便宜到對任何人可以購買，並很快成為該國的主要聖誕節甜點。 前往阿根廷，烏拉圭，巴拉圭，委內瑞拉和巴西的倫巴德移民也把他們熱愛的義大利大麵包帶過去，人們在聖誕節期間以熱可可或蒸餾酒一起享用義大利大麵包，成為了這些國家的主流傳統。 在某些地方，它取代了國王餅。
雀巢在1990年代後期共同接管了這些品牌，但另一家名為Bauli，位於維洛那的烘焙公司從雀巢的手裡把Motto和Alemagna品牌買下來。
義大利大麵包在南美洲非常容易購買到，包括阿根廷，巴西，智利（請參閱：巴斯瓜麵包），厄瓜多爾，哥倫比亞，烏拉圭，委內瑞拉，玻利維亞，巴拉圭和秘魯。 它在西班牙語中被稱為“panetón”(大麵包) 或“ pan dulce”(甜麵包)，在巴西葡萄牙語中被稱為“ panetone”。 秘魯的安東尼奧·德奧諾弗里奧（Antonio D'Onofrio）是來自意大利卡塞塔的移民，他使用改良的Alemagna配方產生了自己的品牌（例如，使用木瓜乾代替了枸櫞和檸檬皮，因為這些水果秘魯沒有供應），並連包裝的風格一起辦理授權。 現在雀巢也擁有該品牌，並出口到整個南美洲。 近年來，巴西的“聖誕節大麵包”由於其低成本和內料豐富，便使觀眾對它好感度提升。
意大利食品製造公司和烘焙店每年聖誕節期間生產1.17億個義大利大麵包和潘多酪蛋糕，總計價值5.79億歐元。 自2013年以來，米蘭會舉行一項授予意大利最佳傳統義大利大麵包獎的活動。 2016年，該獎項被來自薩倫的朱塞佩·芝波（Giuseppe Zippo）拿下獎項。
義大利大麵包在世界各地的意大利社區中都很流行，因此也可以在美國、加拿大、澳大利亞和英國的意大利雜貨店中找到。

## 起源

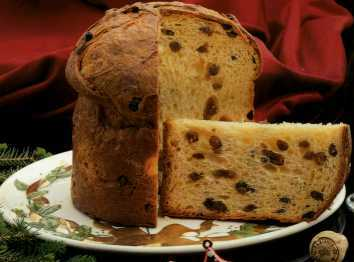
經典的義式聖誕節大麵包

在意大利，義大利大麵包的起源一直都沒有明確的起源，但全部的故事起源都指向米蘭為此麵包的誕生地。義大利大麵包一詞源自義大利語“panetto”，意思是一小片蛋糕。 義大利文的字尾詞“-one”把含義更改為“大蛋糕”。
其中一個假說相傳這類麵包蛋糕的起源似乎很古老，可以追溯到羅馬帝國時期，敘述說當時古羅馬人在一種發酵的蛋糕淋上蜂蜜使蛋糕變甜。
長期以來，這種“高高、發酵的水果蛋糕”便開始出現在藝術中：它曾經出現在一張十六世紀老彼得·布勒哲爾（Pieter Bruegel the Elder）的繪畫中，並且也曾經在一本由義大利人托罗密欧．司卡皮（Bartolomeo Scappi），一位在查理五世時期擔任教宗和皇帝的私人大廚，所寫的食譜裡提過。義大利大麵包與聖誕節的第一個關聯記錄可以在18世紀的意大利著作啟蒙家 皮特羅·維里（Pietro Verri）中找到。 他將其稱為“ Pan de Ton”（“豪華麵包”）。

### 傳說
相傳圣诞甜麵包在宮廷被發明。因為在聖誕節，宮廷中並沒有點心提供給客人，僅有一個叫的廚房男孩烘烤的甜麵包，客人吃後稱讚，因此廚師以他的名字命名该面包为托尼甜面包——（的麵包）。
義大利過新年一定要有甜點，其中最著名的大概是「Pandoro」和「Panettone」─—黃金麵包，一種質地鬆軟介於蛋糕和麵包之間的甜點；Pandoro通常作成星星的形狀，Panettone裡面則加了葡萄乾或水果乾，它們最早的原產地是在北義（分別原產在米蘭和維諾那），但現在卻成為全義大利「過年國民甜點」，還有外銷國外。